# Rabaçal (Mêda)
Rabaçal é uma povoação portuguesa sede da Freguesia de Rabaçal do Município de Mêda, freguesia com 13,58 km² de área e 220 habitantes (censo de 2021), tendo, por isso, uma densidade populacional de 16,2 hab./km².

## Demografia
Nota: No censo de 1864 figura no concelho de Vila Nova de Foz Côa. Passou para o concelho (atual município) de Mêda por decreto de 4 de dezembro de 1872.
A população registada nos censos foi:
| Distribuição da População por Grupos Etários | Distribuição da População por Grupos Etários | Distribuição da População por Grupos Etários | Distribuição da População por Grupos Etários | Distribuição da População por Grupos Etários |
| -------------------------------------------- | -------------------------------------------- | -------------------------------------------- | -------------------------------------------- | -------------------------------------------- |
| Ano                                          | 0-14 Anos                                    | 15-24 Anos                                   | 25-64 Anos                                   | > 65 Anos                                    |
| 2001                                         | 38                                           | 37                                           | 149                                          | 124                                          |
| 2011                                         | 22                                           | 32                                           | 122                                          | 102                                          |
| 2021                                         | 13                                           | 17                                           | 109                                          | 81                                           |

## Património
- Igreja Paroquial de São Paulo
- Capela de Santa Bárbara
- Capela de São Sebastião

## Festividades
A Festa de Santa Eufémia começa no primeiro fim de semana de agosto e culmina com a procissão que leva os andores à capela.